# Phân vùng Phổ
Phân vùng Phổ (tiếng Ba Lan: Zabór pruski; tiếng Anh: Prussian Partition), còn được gọi là Ba Lan thuộc Phổ, khái niệm này đề cập đến các lãnh thổ cũ của Liên bang Ba Lan và Lietuva được Vương quốc Phổ mua lại trong thời kỳ Phân chia Ba Lan, vào cuối thế kỷ XVIII. Phổ mua lại một diện tích rộng lên tới 141.400 km2 (54.600 sq mi) lãnh thổ phía Tây trước đây của Khối thịnh vượng chung. Sự phân vùng đầu tiên do Đế quốc Nga dẫn đầu với sự tham gia của Phổ diễn ra vào năm 1772; lần thứ hai vào năm 1793, và lần thứ ba vào năm 1795, dẫn đến việc Ba Lan bị loại bỏ, và lãnh thổ sáp nhập vào các quốc gia xung quanh trong 123 năm tiếp theo.